# 大使館 (2ちゃんねる・5ちゃんねるカテゴリ)
大使館は、匿名掲示板2ちゃんねる（2ちゃんねる (2ch.net)、2ちゃんねる (2ch.sc)、5ちゃんねる）のカテゴリの1つである。

## 概要
- 英語で書きこむための板をまとめている[1]。

## 歴史
- 2015年1月12日 8chanからの要請をきっかけとして、Anime & Manga板・Books板・Comics & Cartoons板・Computers板・Food板・Video Games板・Imageboard Discussion板・Foreign Language板・Lounge板・Music板・NEET板・News for VIP板・World News板・Politics板・Programming板・Revolution News板・Science & Math板・SJIS Room板・Sports板・Technology板・Television & Film板を新設した[1]。

## 掲示板
21個の板からなる（2023年5月現在）。